# Arrhenia stercoraria
Arrhenia stercoraria är en lavart som först beskrevs av Barrasa, Esteve-Rav. & Sánchez Nieto, och fick sitt nu gällande namn av Redhead, Lutzoni, Moncalvo & Vilgalys 2002. Arrhenia stercoraria ingår i släktet Arrhenia och familjen Tricholomataceae.   Inga underarter finns listade i Catalogue of Life.